# Bathylaconidae
A Bathylaconidae a csontos halak (Osteichthyes) főosztályának sugarasúszójú halak (Actinopterygii) osztályába és a bűzöslazac-alakúak (Osmeriformes) rendjébe tartozó család.

## Rendszerezés
A családba az alábbi 2 nem és 4 faj tartozik
- Bathylaco (Goode & Bean, 1896) - 3 faj
  - Bathylaco macrophthalmus
  - Bathylaco nielseni
  - Bathylaco nigricans
- Herwigia (Nielsen, 1972) - 1 faj
  - Herwigia kreffti